# Augusto Dutra de Oliveira
Augusto Dutra da Silva de Oliveira (Marília, 16 luglio 1990) è un astista brasiliano.

## Biografia
Dutra ha intrapreso la carriera atletica a livello internazionale nel salto con l'asta nel 2009, vincendo una medaglia d'oro ai Campionati sudamericani juniores di San Paolo. Nel 2011 ha debuttato con la nazionale seniores con cui ha riscosso notevoli successi in campo regionale come i tre ori consecutivi vinti ai Giochi sudamericani tra il 2010 e il 2018. Oltre alle competizioni regionali, Dutra ha preso parte regolarmente a partire dal 2013 a diverse edizioni dei Mondiali. Nel 2016 ha debuttato ai Giochi olimpici di Rio de Janeiro 2016, senza però guadagnarsi la finale. Nel 2019 ha vinto una medaglia d'argento ai Giochi panamericani 2019 in Perù alle spalle dello statunitense Chris Nilsen.

## Palmarès
| Anno | Manifestazione             | Sede           | Evento           | Risultato | Prestazione | Note |
| ---- | -------------------------- | -------------- | ---------------- | --------- | ----------- | ---- |
| 2009 | Sudamericani U20           | San Paolo      | Salto con l'asta | Oro       | 4,90 m      |      |
| 2009 | Panamericani U20           | Port of Spain  | Salto con l'asta | 4º        | 4,75 m      |      |
| 2010 | Sudamericani U23           | Medellín       | Salto con l'asta | Oro       | 5,00 m      |      |
| 2011 | Sudamericani               | Buenos Aires   | Salto con l'asta | 4º        | 4,90 m      |      |
| 2012 | Campionati ibero-americani | Barquisimeto   | Salto con l'asta | Argento   | 5,30 m      |      |
| 2013 | Mondiali                   | Mosca          | Salto con l'asta | 11º       | 5,65 m      |      |
| 2014 | Mondiali indoor            | Sopot          | Salto con l'asta | 7º        | 5,65 m      |      |
| 2014 | Giochi sudamericani        | Santiago       | Salto con l'asta | Oro       | 5,40 m      |      |
| 2015 | Sudamericani               | Lima           | Salto con l'asta | nm        | nm          |      |
| 2015 | Mondiali                   | Pechino        | Salto con l'asta | 9º        | 5,65 m      |      |
| 2016 | Mondiali indoor            | Portland       | Salto con l'asta | 14º       | 5,40 m      |      |
| 2016 | Campionati ibero-americani | Rio de Janeiro | Salto con l'asta | Argento   | 5,30 m      |      |
| 2016 | Giochi olimpici            | Rio de Janeiro | Salto con l'asta | 22º (q)   | 5,45 m      |      |
| 2017 | Sudamericani               | Asunción       | Salto con l'asta | nm        | nm          |      |
| 2018 | Giochi sudamericani        | Cochabamba     | Salto con l'asta | Oro       | 5,50 m      |      |
| 2018 | Campionati ibero-americani | Trujillo       | Salto con l'asta | Oro       | 5,40 m      |      |
| 2019 | Sudamericani               | Lima           | Salto con l'asta | Oro       | 5,61 m      |      |
| 2019 | Giochi panamericani        | Lima           | Salto con l'asta | Argento   | 5,71 m      |      |
| 2019 | Mondiali                   | Doha           | Salto con l'asta | 10º       | 5,55 m      |      |
| 2019 | Giochi mondiali militari   | Wuhan          | Salto con l'asta | Argento   | 5,50 m      |      |
| 2021 | Giochi olimpici            | Tokyo          | Salto con l'asta | 16º (q)   | 5,65 m      |      |
| 2022 | Mondiali                   | Eugene         | Salto con l'asta | nm (q)    | nm (q)      |      |
| 2022 | Giochi sudamericani        | Asunción       | Salto con l'asta | Bronzo    | 5,30 m      |      |
| 2023 | Campionati sudamericani    | San Paolo      | Salto con l'asta | 4º        | 5,40 m      |      |

## Altre competizioni internazionali
2014
- 4º in Coppa continentale ( Marrakech), salto con l'asta - 5,40 m